# Athanasie de Neapole
Athanasie sau Athanasius  (d. 898) a fost episcop de Napoli (ca Athanasius al II-lea) și duce de Neapole de la anul 878 până la moartea sa.
Athanasie era fiul ducelui Grigore al III-lea de Neapole și fratele lui Sergiu al II-lea, pe care l-a orbit și depus în scopul de a prelua tronul pe când era deja episcop.
Pentru succesul acestei uzurpări, Athanasie a fost sprijinit financiar de către papa Ioan al VIII-lea, care dorea să destrame prietenia care începea să se înfiripe între napolitani și sarazini. Papa chiar i-a scris lui Athanasie într-o epistolă datată în 9 septembrie 876, precizând "non diligere Deum, qui mandata eius participando cum perfidis non custodit."
Cu toate acestea, în 879, Ioan al VIII-lea l-a excomunicat pe Athanasie, pe considerentul că acesta nu rupsese relațiile cu musulmanii. În schimb, episcopul-duce se implicase în războaiele pentru preluarea puterii în Capua. Astfel, el l-a sprijinit pe Atenulf I împotriva fraților și verilor acestuia. Cu suportul trupelor bizantine, el a asediat Capua însăși. Mai mult decât atât, din jurul anului 881, el a preluat puterea în Capua, ca vasal al principelui Guaimar I de Salerno. Mai târziu, el și cu Guaimar au purtat încheiat nedecis, într-o vreme în care principele de Salerno era preocupat cu înlăturarea amenințării sarazinilor, pe care Athanasie  continua să o ignore. În 886, Athanasie, deși eliberat de excomunicare, a continuat să promoveze o politică inconformă cu papalitatea, aliindu-se din nou cu sarazinii, drept pentru care a primit o amenințare din partea papei Ștefan al V-lea, prin care se bloca portul Napoli.
Din anul 887, Atenulf I a fost instalat în Capua drept conte al acesteia. Imediat, în 888, Athanasie a intrat în război cu noul conte, disputând regiunea "Liburnia". Lupta de la San Carzio pe râul Clanio s-a terminat nedecis.
În 895, Athanasie a incitat la revoltă populația napolitană aflată în orașul Salerno. Cu toate acestea, fiul mai tânăr al lui Guaimar, Guaimar al II-lea, a reușit să o reprime.
Pe plan intern, Athanasie a sporit puterea și prestigiul Ducatului de Neapole. El a fost un adevărat elenofil, străduindu-se să păstreze și să restaureze numeroase manuscrise grecești și să mențină relații de amiciție cu Bizanțul.
El a avut o fiică, Gemma, pe care a căsătorit-o cu ducele Landulf I de Benevento, fiul fostului său aliat, Atenulf. Athanasie a fost succedat ca duce de către nepotul său, Grigore al IV-lea, iar ca episcop de către fratele său, Ștefan.